# Prieuré d'Hérival
 (juillet 2016).
Le prieuré d'Hérival a été construit vers 1080 et se situe dans la commune française du Val d'Ajol, dans les Vosges.
Il a disparu à la Révolution vers 1800, mais on aperçoit encore la maison d'hôtes de l'ancien prieuré (XVIIIe siècle). 

## Histoire
Hérival et Chaumousey ont une origine commune. Ces deux monastères sont des filiales de l’ermitage du Châtelet sur le Saint–Mont (tertre entre Remiremont et Saint-Étienne, pratiquement disparu), et leurs fondateurs furent des disciples de l'ermite Anténor. Parmi ceux-ci se trouvait en effet avec Séhère (Séhérus, originaire d'Épinal ou de Remiremont), un prêtre nommé Engibald (ou Eugibalde), un noble originaire de Remiremont : à la mort d’Anténor, Séhère le remplaça puis fonda l'abbaye de Chaumousey.
Engibald ne voulut pas quitter le pays d’Habend et alla se retirer sur les domaines de l'abbaye de Remiremont, au sud de cette cité, au milieu de la forêt, près des sources de la Combeauté.
Il eut bientôt des disciples, au nombre desquels était son frère Vichard (ou Wichard). Mais une mésintelligence survenue entre les deux frères au sujet des conceptions purement contemplatives d'Engibald  qui excluaient tout service divin, amena Vichard à se retirer à Bonneval, sur les terres des seigneurs de Saint-Baslemont, où il fut suivi par la plus grande partie des religieux et où il bâtit un ermitage.
Les pratiques y étaient moins austères et plus conformes aux aspirations de tous.
À la mort d'Engibald, survenue le 7 août 1123, les disciples des deux frères lui choisirent Vichard comme successeur.
Celui-ci retourna alors aux « Vieilles Abbayes » d'Hérival, où il construisit une église et des bâtiments monastiques.
L'accroissement du nombre des religieux obligea bientôt Vichard à fonder un nouvel ermitage. Ce fut Aubiey, près de Nomexy.
Constantin, successeur de Vichard, qui établit la régularité[Quoi ?], mais il ajouta à la Règle de saint Augustin de telles rigueurs que les religieux ne purent la supporter et quittèrent Hérival. Il fallut  au début du XIIIe siècle l'ordre du pape[Lequel ?] à qui en avait référé le prieur, et des adoucissements aux pratiques, pour ramener les fugitifs au bercail.
C’est avec le consentement de l'abbesse Isabelle de Demengeville, qu'à la requête du prieur Guillaume Bonvoisin, originaire de Remiremont, la cure du Val-d'Ajol fut incorporée au domaine d'Hérival.
Hérival avait comme annexes, dès l'origine, les prieurés de Bonneval (Saint-Baslemont) et d’Aubiey (Nomexy) ; en 1301, l’hôpital de Saint-Loup-sur-Semouse lui fut donné par Hélix de Joinville, sous certaines conditions. À la fin du XIVe siècle, l'hôpital de Plombières, fondé par Ancel, sire de Darnieulles, fut doté, avec le consentement du chapitre de Remiremont, de la cure de Bellefontaine, et le fondateur demanda que la direction de cet établissement fût confiée à un religieux d'Hérival. C'était chose faite le 16 mars 1400 et cette situation se maintint jusqu'à la venue du duc Stanislas qui réorganisa administrativement l'hôpital. Au XVe siècle, la cure de Fougerolles fait partie des dépendances d'Hérival.
Ce n'est que très tard, en 1747, sous le premier Régime de la commende, Guillaume Guillemard, et à sa requête, que le prieuré fut uni à la congrégation de Notre-Sauveur.
L'église, aujourd'hui disparue, et les bâtiments conventuels furent vendus le 28 nivôse an III / 17 janvier 1795 à Claude-Joseph Remy, pour la somme de 16 600 livres.

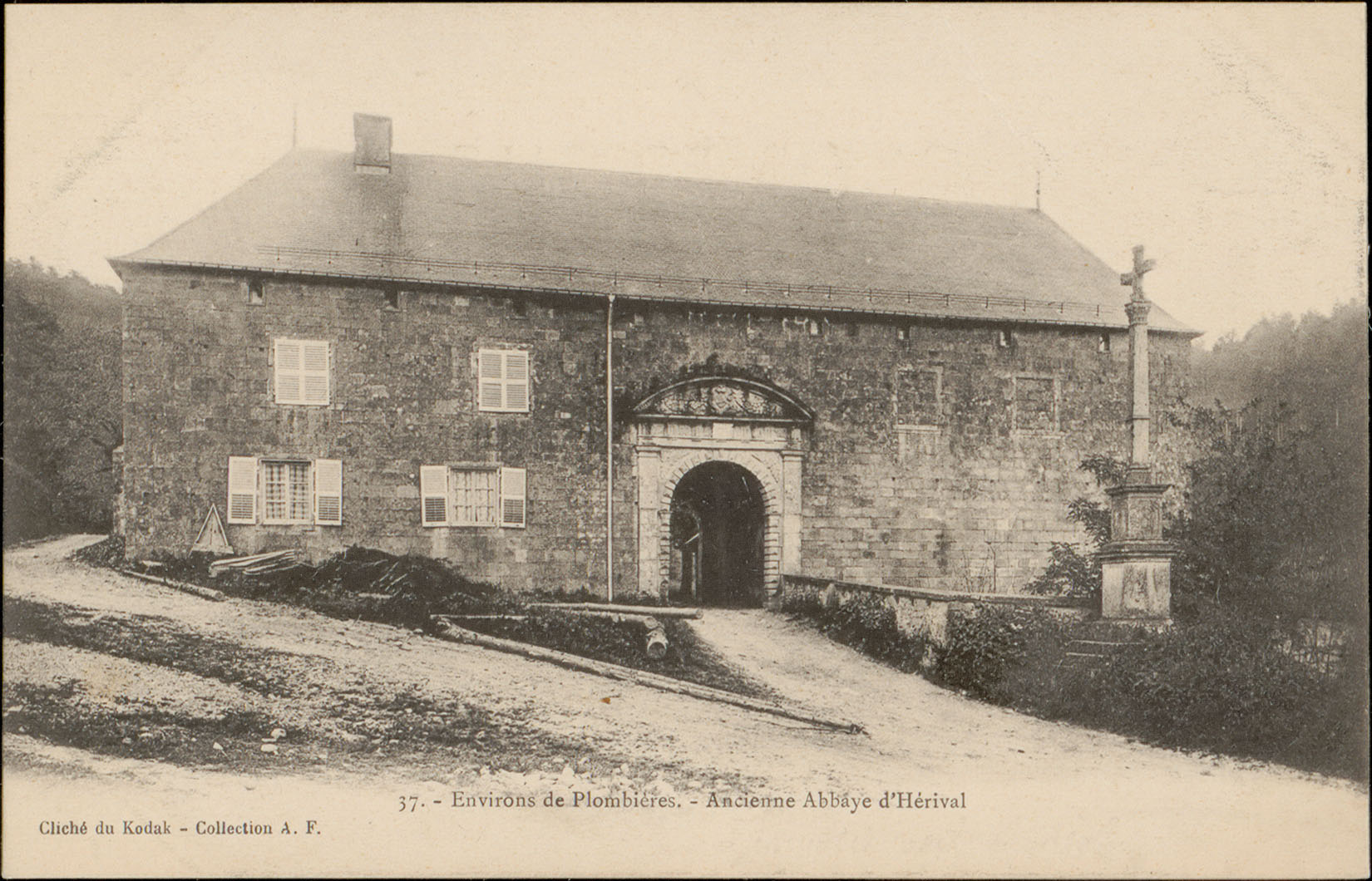
Vue historique.

L'acquéreur ne sachant pas quoi faire de ces vastes bâtiments (il n'en reste même pas le tiers aujourd'hui), décida de les démanteler pierre par pierre. C'est ainsi qu'elles ont servi à la grande rénovation de Plombières-les-Bains, au XIXe siècle.
À la fin de la Révolution, Hérival devient une commune, et ce jusqu'en 1832, où elle est rattachée à la commune du Val-d'Ajol.
Hérival faisait partie des excursions préférées de Napoléon III. Le traité de Plombières entre Napoléon III et le comte de Cavour fut largement évoqué lors de ces balades.
Dans l'ouvrage Les Vosges de Jean-Joseph Bellel, Théophile Gautier a écrit à propos d'Hérival : « Quel plaisir de rêver nonchalamment au milieu de ce délicieux paysage, loin des importuns, dans une solitude dont le silence n’est troublé que par les oiseaux et les abeilles. Oh quelle douce vie on mènerait au sein de cette calme retraite ! (…) Il semble que le malheur ne vous trouverait jamais dans cet asile obscur et paisible…(…) Tout a enchanté votre regard, et vous voyez à regret le soleil disparaître derrière la montagne ; vous en voulez à la nuit d’abaisser sitôt son voile sur toutes ces merveilles. »

## Ordres religieux
À partir de 1747 : Chanoines réguliers de la congrégation du Sauveur.

## Rattachement temporel
- Diocèse de Toul, province de Trèves, de 1320 à 1780
- Diocèse de Toul, province de Mayence, de 1780 à 1790
- Diocèse de Saint-Dié, province de Nancy, de 1777 à 1790
- Diocèse de Saint-Dié, province de Besançon, de 179 à 1801